# آيت صلي بولمان (كيكو)
آيت صلي بولمان هي إحدى مشيخات المملكة المغربية، تتبع جغرافيا لإقليم بولمان وإداريًا لكيكو. يقدر عدد سكانها بـ 163 نسمة حسب الإحصاء الرسمي للسكان والسكنى لسنة 2004.